# Garges-lès-Gonesse
 Garges-lès-Gonesse  es una población y comuna francesa, en la región de Isla de Francia, departamento de Valle del Oise, en el distrito de Sarcelles. La ciudad forma parte de la Área metropolitana de París. Es el chef-lieu de dos cantones: cantón de Garges-lès-Gonesse-Est y cantón de Garges-lès-Gonesse-Ouest. El cantón oeste está formado enteramente por territorio de la comuna, mientras que el este incluye otros municipios. La ciudad está fuertemente urbanizada y está cerca del aeropuerto de París-Le Bourget.
Antiguo pueblo rural, Garges-lès-Gonesse se transforma en un municipio de suburbio al principio del siglo XX pero es durante la década 1950-1960 que la ciudad conoce mutaciones profundas. Así, con la ciudad de Sarcelles, Garges vivió la edificación de las primeras ciudades nuevas francesas.
Garges forma con Sarcelles, Arnouville, Villiers-le-Bel y Gonesse la Communuté d'aglomération Val de France(Comunidad de aglomeración del ''Valle de Francia''), mancomunidad que tiene por objeto favorecer el desarrollo económico y comercial, desarrollar el acceso a los transportes públicos, crear nuevas ordenaciones urbanas, reestructurar ciertos trozos de servicios de vías públicas y facilitar la práctica de deporte y de la lectura.

## Geografía

### Localización y municipios limítrofes
Situado en el suburbio norte de París, Garges-lès-Gonesse es un municipio del departamento de Valle del Oise, en la región de Isla de Francia. La ciudad se sitúa a 15 km de la capital. Forma parte del Pays de France y de la Communauté d'agglomération Val de France.
El municipio es limítrofe de Sarcelles, Arnouville, Bonneuil-en-France, así como de Dugny y Stains en el departamento vecino de Sena-Saint Denis. Los límites meridionales y orientales de la ciudad son también las del departamento.

## Vías de comunicación y transportes

### Transportes públicos

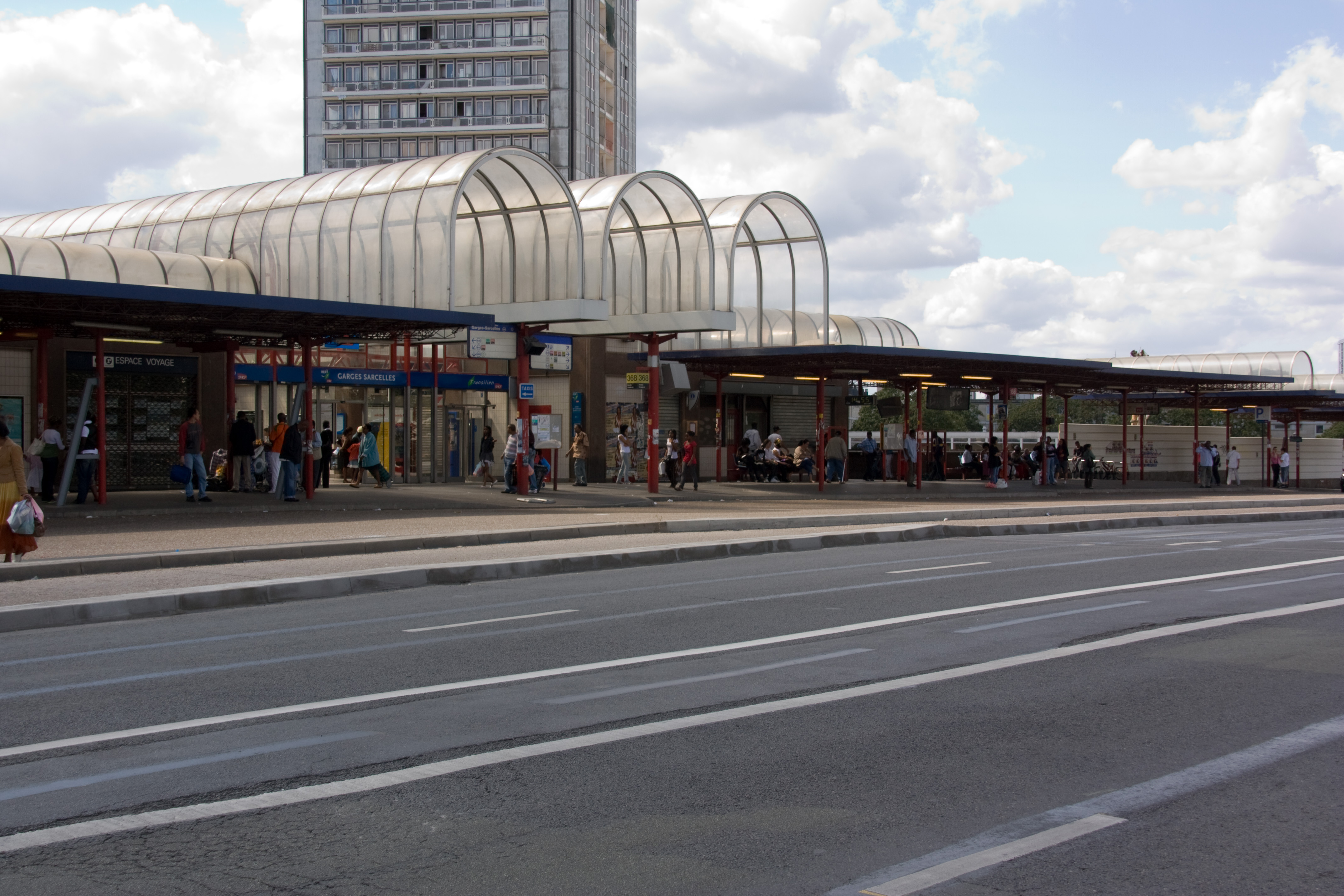
La estación de Garges - Sarcelles.

La ciudad se sitúa en zona 4 de los transportes públicos de Isla de Francia. Circulan los trenes de cercanías de la línea D del RER así como autobuses:
- RATP (Compañía Arrendataria Autónoma de los Transportes Parisinos): 133, 250, 252, 333, 168, 255, 269, 270, 368
- Bus Vald'Oise: 95.02
- CIF: 11, 31
- Noctilien: N43

Por otro lado, Garges-lès-Gonesse es atravesada por la línea París - Lille, prestada sobre esta sección por el TGV (TAV) Nord, el Thalys, la Eurostar y TER Picardie (TER Picardía) y sin olvidar el flete que pasa raramente.

### Aeropuertos
Uno de los límites de la ciudad exactamente va a lo largo de los terrenos del aeropuerto de París-Le Bourget. Aunque este último es la sede de una circulación limitada (reservado para los aviones de negocios o de flete), las aeronaves atraviesan la ciudad al fin de la fase de aterrizaje es decir a algunas decenas de metros de altitud. El municipio es también sobrevolado por una parte de los aviones que va o viene del aeropuerto de París-Charles de Gaulle. Los perjuicios aéreos son pues un sujeto de preocupación que importa en el seno de la población.

### Red de carreteras

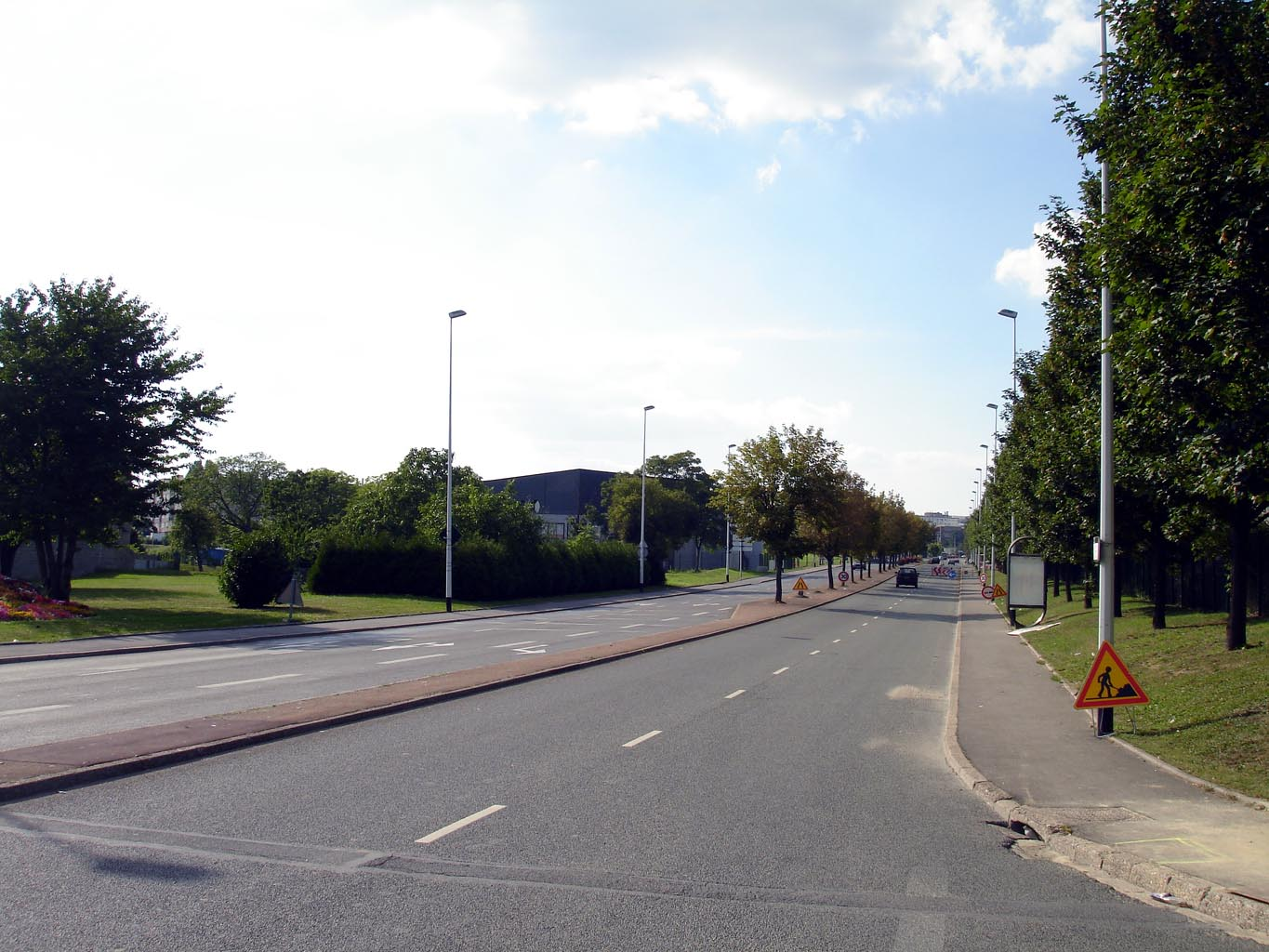
La D125.

El territorio de la ciudad es atravesado por dos ejes principales que son D125 y D84.
La primera permite reunir a Montmorency dando acceso a las carreteras nacionales D316 y D301 a la altura de Sarcelles.
El segundo es el acceso más simple a la autopista A1 (se hace D29 en Stains) hacia París o, en la dirección opuesta, en el aeropuerto de París-Charles de Gaulle. El contorneo está de la ciudad por D84A.

### Clima
El clima en Garges-lès-Gonesse es característico de Isla de Francia, es decir sometido a un clima oceánico desvanecido caracterizado por una moderación cierta. La localización del municipio en el seno del área metropolitana de París provoca una elevación muy ligera de la temperatura de un o dos grados con arreglo a las condiciones climáticas con relación a las zonas rurales de Isla de Francia. Esta desviación es particularmente notable a la subida de día por el tiempo tranquilo y anticiclonal, y la situación tiende a acentuarse en el curso de los años. La temperatura media anual es 11 °C, el mes más frío está el enero con +4 °C; los meses más calientes son julio y agosto con +19 °C (media diaria). El número medio de días cuando la temperatura sobrepasa 25 °C es 40, entre las que están 8 más allá de 30 °C. Al sur de Valle del Oise, desde 1955, la duración media anual de insolación es de las 1719 horas.

## Urbanismo
La historia de la ciudad explica que sus barrios están divididos entre barrios antiguos a densidad débil de población y de los barrios construidos después de los años 1950, esencialmente constituidos por Vivienda De Alquiler Moderado y a densidad fuerte de población.

### Barrios históricos

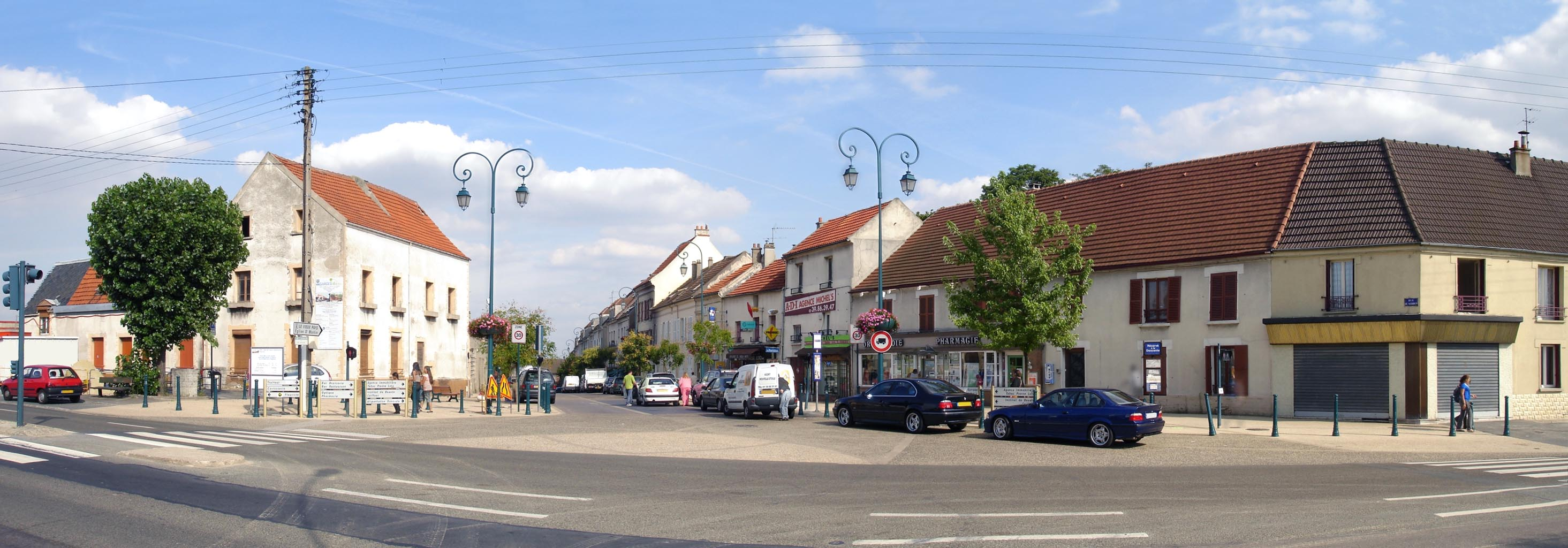
La calle de Verdun, en el Vieux-Pays.

Los barrios históricos, es decir que fueron poblados antes de los años 1960 son:
- La Lutèce
- La Croix Buard
- Carnot
- Le Vieux-Pays
- L'Argentière

El barrio del Vieux-Pays es un barrio muy buscado, un sitio protegido, la calma y el verdor contrasta los barrios como La Muette o el  Centre-Ville. Parcialmente guardó su aspecto de pueblo, bordeado por el río Croult (o Crould). Existen todavía un o dos lavaderos sobre el borde del río. La calle Marcel-Bourgogne antiguamente calle des Menées, la vía principal del antiguo pueblo, oculta casas viejas a los sótanos abovedados, algunas de estas casas que datan del XVIIIe siglo.
Las grandes casas cerradas por porches inmensos, servían para acoger los coches de París tirados por los caballos. Estuvieron situadas sobre el camino de los molinos, alimentando París pan. Más tarde, se hicieron para parte lavanderías para los grandes hoteles parisinos, gracias al río que bordea la calle Marcel-Bourgogne. Sus graneros ocultan vigas enormes entrelazadas de robles. Algunas todavía tienen grandes sótanos bodegas solados, situados bajo las casas y bajo las grandes corre, servían para protegerse en el momento de los bombardeos de 39/45. Algunas de estas moradas vastas a grande porches portales de acceso de 5 metros de altura, tienen paredes de más de 50 cm de espesor, fuentes de agua viva y pozos existen siempre en estos jardines, subterráneos y túneles profundos devolverían hasta las puertas de París. Los jardines son conservados: almendros, higuera, viña que da cada año frutas; algunas de estas casas protegen rosaleras magníficas.

### Barrios Vivienda De Alquiler Moderado
Los barrios Vivienda De Alquiler Moderado están esencialmente constituidas por vivienda sociales pero éstas coexisten con algunas copropiedades:
- Basses-Bauves
- Doucettes
- Centre-Ville
- Dame Blanche Ouest
- Dame Blanche Nord
- La Muette
- Henri-Barbusse

El barrio de La Dame Blanche-Nord es apodado la Ciudad de los pintores, el sobrenombre debido a sus calles que llevan nombres de pintores famosos.
La inmensa mayoría de estos barrios son designados de otro modo por ciertos habitantes. Así,  los "Basses-Bauves" son más bien designados por "Le Corbusier", el oeste de la "Dame Blanche Ouest" por "C.D.I", el este por "West Park" y el sur por "C.P (Cité Perdue: Ciudad Perdida) ", la "Dame Blanche Nord" por "Zone IV", el "Centre-Ville" por "La Commune" y "Barbusse" por "Cité Blanche (Ciudad Blanca)".
Los habitantes de Garges-lès-Gonesse de fecha muy larga (presentes antes de 1960), utilizan en cambio, las denominaciones muy antiguas para designar los barrios. Por ejemplo, jamás dicen: "le quartier Carnot" ("el barrio Carnot") pero se quedaron de allí en las denominaciones de origen que separaban este barrio en cuatro partes que hay que saber: las "Maisons saines" ("Casas sanas") (juntos urbanizado H.B.M. anterior a la Segunda Guerra Mundial y quien se encuentra en lo alto de la avenida Carnot), el "baticoop" (juntos urbanizado encontrándose a la derecha subiendo la avenida Carnot), "le clos Bousselin" ("el cercado Bousselin"), y la avenida Carnot en él misma. Las "Doucettes" como "La Muette" son unas denominaciones que datan de varios siglos, bien antes de que fui construido la menor vivienda.

## Historia

### Los orígenes
La etimología de Garges provendría posiblemente del germánico Wardja, el sitio de guardia. La ciudad llevaba el nombre de Garges-en-France, antes de devenir oficialmente Garges-lès-Gonesse en 1941.
La existencia de Garges es atestiguada en 832 bajo el nombre de Gahareim y depende en aquella época de poderosa abadía de Saint-Denis. El señorío de Garges no parece jamás haber pertenecido a un solo señor, sino todavía a una diversidad de personajes, lo que generalmente era el caso de las antiguas dependencias directas al dominio real.
En 950, Garges es dado en feudo a Hugo el Grande. Hay numerosos beneficiarios de los que están la abadía de Saint-Denis.

### Época moderna
En el siglo XVI, Garges es relacionado con el Señorío de Bonneuil que depende del Señor de Arnouville.
Hacia 1750, el señorío de Garges es estimado a 25 000 libras. En el XVIIIe siglo, lo esencial de las tierras es comprado por Machault d'Arnouville, inspector general de las finanzas de Luis XV, que emprende grandes trabajos de organización. Hace pues construir un gran castillo. El pueblo vive en aquella época de la viña, de la extracción del yeso, del comercio y de la artesanía. Augustin Blondel de Gagny, secretario de Estado, sigue su ejemplo y construye otro castillo de talla más modesto.
Durante la Revolución, Machault d' Arnouville se hace detenido y muere en prisión. Sus hijos y el de Blondel de Gagny se van a Alemania para reunir emigrados monárquicos.

### Época contemporánea

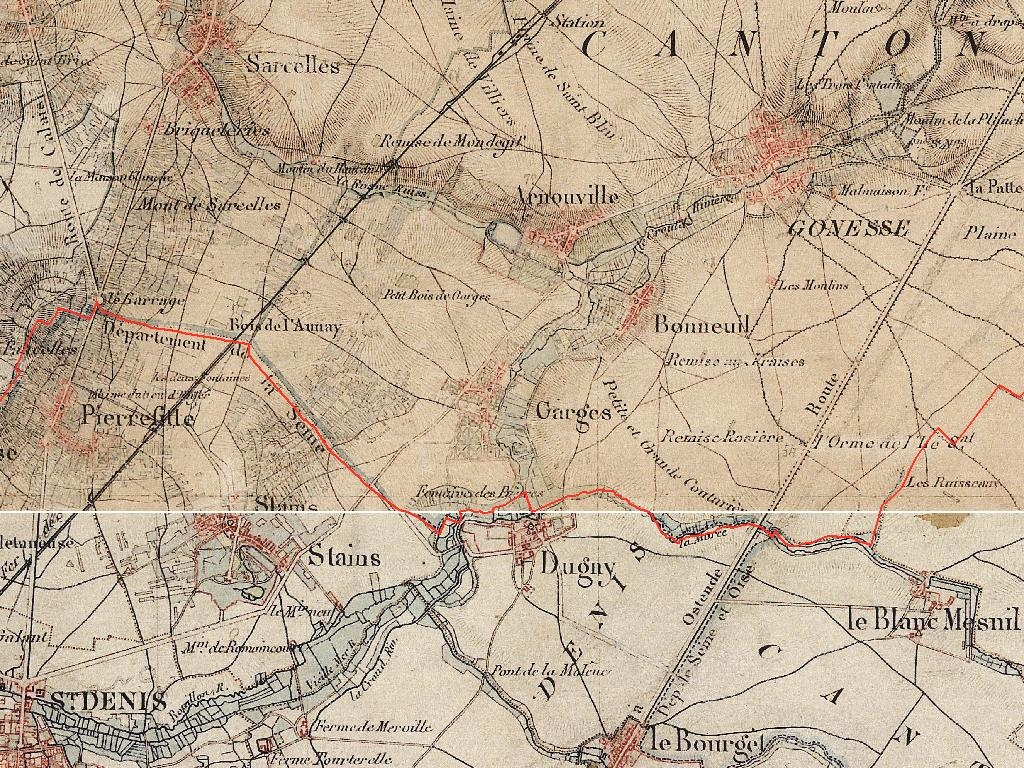
Garges sobre la mapa de État-Major (Estado-Mayor), hacia 1870.

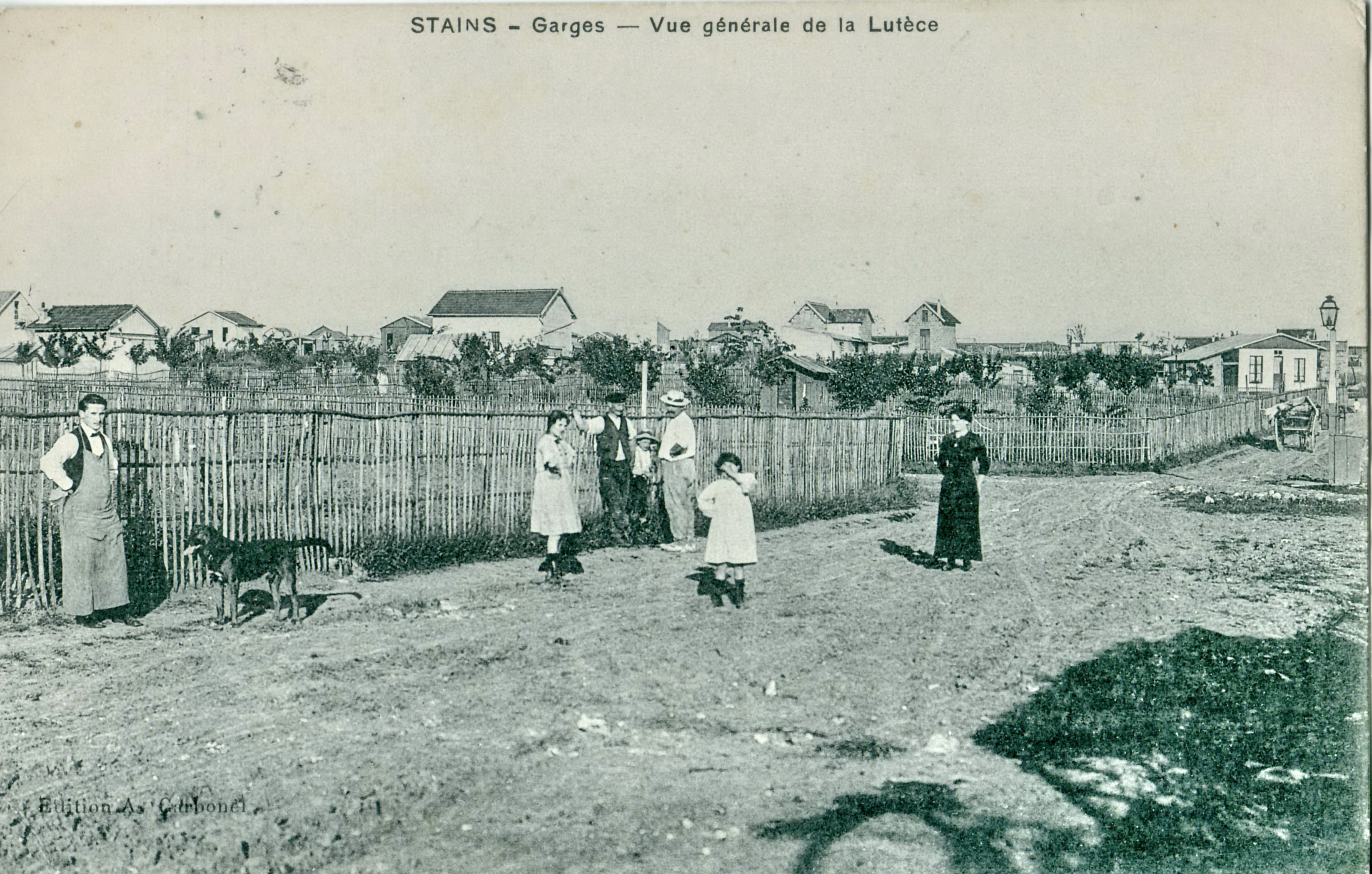
La distribución de Lutèce es, al principio del, durante la construcción. Las calles no son revestidas y son sólo unos caminos de tierra, que se hacen unos cenagales por el tiempo de lluvia.

En 1814 y 1815, el pueblo sufre de pillajes y de numerosas destrucciones. El Gran Castillo vendido en 1754 por el ministro Jean-Baptiste de Machault d'Arnouville a Nicolas Adrien de Boisneuf, su secretario al que hace nombrar Inspector general de los Invalides de la Marine (Inválidos de la Marina)), al abandono, es afeitado en 1840. No subsiste de allí nada: un barrio Vivienda De Alquiler Moderado reemplazó la propiedad. Durante la guerra francoalemana de 1870, los puestos avanzados prusianos ocupan a Garges, que entonces es dejado por su población. El pueblo pierde cerca del 20 % de su población entre los censos de 1866 y de 1872. Frente a la derrota, en 1871, la autoridad militar decide construir un cinturón fortificado más allá de las antiguas fortificaciones de la capital. El enemigo que viene en general del este, la construcción de estos fuertes constituye los puestos avanzados de París. En 1875, el Fort de Stains (Fuerte de Stains) es erigido en Garges debido a sus 80 metros de altitud porque Stains está en terreno llano pero los arquitectos le guardaron este nombre.
Urbanizaciones son erigidas al principio del XXe siglo, lo que anuncia una mutación del pueblo en municipio de suburbio. Entre 1910 y 1913, sociedades financieras parisinas compran terrenos a Garges y los revenden por lotes. Viviendas obreras son construidas allí. Así es como nace la primera urbanización de Lutèce. Al principio, principalmente está habitado por empleados del gas que vienen de Saint-Denis. Otras urbanizaciones son construidas en Argentière, en la Croix Buard, en Carnot. El Vieux-Pays permanece el centro de la ciudad.
En la postguerra, las elecciones económicas del gobierno y la reconstrucción traen un flujo de población provincial en región parisina. Esta política de centralización acabó por crea una crisis de la vivienda sin precedente. Es entonces urgente alojar correctamente a estos trabajadores. Así como otros municipios cerca de la capital, que son accesibles por el ferrocarril, Garges es escogido para acoger las nuevas construcciones. Es para responder a la demanda que son edificados los grands ensembles (grandes conjuntos) inmobiliarios. Desgraciadamente, los poderes concedidos por el Estado a las sociedades inmobiliarias no permiten a la ciudad controlar su propio desarrollo. Así, en el curso de los años 1960, Garges vive la edificación - en prolongamiento de Sarcelles - de varias ciudades nuevas sobre antiguas tierras agrícolas cerca de la nueva estación.
En efecto, a partir de 1958 y hasta 1969 es construido más grande de ellos: el barrio de la Dame Blanche, sobre planos del arquitecto Premio de Roma Noël Le Maresquier. Previsto al principio para acoger 7000 viviendas, el programa sólo finalmente ha sido realizado con 4000 viviendas. Son tan en resumen 9500 viviendas que son construidas así entre los finales de los años 1950 y el medio de los años 1970.
El viejo pueblo, dice Vieux-Pays (Viejo-País), se encuentra tan un poco al lado del corazón actual de ciudad, que se desplazó hacia el oeste, provocando la edificación de un nuevo ayuntamiento inaugurado en 1975 en el corazón de la ciudad nueva.
La cadena de hipermercados Cora abrió su primera tienda a Garges en septiembre de 1969.
Una huelga larga de los alquileres se efectuó en el hogar de trabajadores SONACOTRA en junio de 1979. A pesar de la oposición del alcalde, este movimiento recibió la visita de apoyo del presidente François Mitterrand
Garges-lès-Gonesse fue la primera etapa de la campaña de Jacques Chirac para la elección presidencial de 2002 ·.

## Estado socioeconómico actual
Con 17,3 % de su parque inmobiliario constituido en 1999 de viviendas individuales y el 82,7 % de viviendas en edificios colectivos, y el 51,3 % de viviendas de alquiler moderado, un carácter mixto débil social, una gran juventud de la población y una grande talla de las familias, la ciudad presenta numerosas características de los "barrios" franceses sensibles de suburbio.
El municipio, conociendo dificultades urbanas y sociales, fue una de las primeras en gozar de un convenio con l' Agence nationale pour la rénovation urbaine (Agencia nacional para la renovación urbana) (ANRU), con vistas a reestructurar los barrios de las Doucettes, de La Muette, de La Dame-blanche (Oeste), totalmente reputados muy difíciles, la puesta que era atraer la clase media que había dejado el municipio y de crear el carácter mixto social.
Garges posee ventajas que la municipalidad desplegó para aumentar sus comercios y mejorar su entorno de vida en el marco de la Communauté d'agglomération Val de France.
La línea 5 del tranvía de Isla de Francia, que unirá este barrio a Saint-Denis y a la Tangencielle Nord, debería facilitar los desplazamientos de suburbio a suburbio.
Asociaciones ciudadanas se apresuran en la ciudad:
- "Veto Garges"[18] que, llevando acciones de movilización política, se encuentra para ser independiente de partidos nacionales.
- "Oasis", próxima de la municipalidad, pero nacida y animada por habitantes de la ciudad de Villiers-le-Bel, de Sarcelles y de París VII; obedece a un pliego de condiciones estricto.
- «Emergence Garges»,[19] asociación que reagrupa a militantes decepcionados de izquierda de los partidos políticos locales y sobre los que los miembros dicen querer reanimar el debate político y la movilización ciudadana.

## Política y administración

### Tendencias políticas
El municipio tuvo hasta junio de 1995 un alcalde comunista, Henri Cukierman, que presidía entonces el ayuntamiento desde 1978. El fin de su mandato tercero y último coincidió con un clima de inseguridad sin precedente: dos motines se efectuaron en la ciudad en marzo y junio de 1994 ··. La Agrupación por la República local, llevado por Nelly Olin, utilizará estos acontecimientos el año siguiente para construir su victoria en las elecciones municipales. Negando toda alianza a la segunda vuelta con una lista diversa-izquierda, la lista saliente de izquierda no cogerá su retraso a la primera vuelta.
Nelly Olin (RPR) fue elegida así y se hizo tres meses más tarde senadora de Valle del Oise.
Fue reelegida desde la primera vuelta en el momento de las elecciones de marzo de 2001, mientras que la lista de unión de la izquierda llevada por Francis Parny debía hacer frente a escisiones.
Hecha ministro delegado cerca de Jean-Louis Borloo en el tercer gobierno Raffarin en marzo de 2004, Nelly Olin fue reemplazada al puesto de alcalde de Garges (así como al puesto de vicepresidente de la Communauté d'agglomération Val-de-France) por el primer adjunto Maurice Lefèvre. Entonces fue elegida el Primer adjunto encargado de las finanzas.
El 4 de julio de 2007, al final de un Ayuntamiento agitado, Nelly Olin dimitió de su puesto del primer adjunto al alcalde encargado de las finanzas, haciendo todavía más aparentes las divisiones en el seno de la mayoría municipal.
Estas divisiones van a prolongarse hasta las elecciones municipales de marzo de 2008 cuando dos listas nacidas de la misma mayoría municipal serán presentadas. La primera es llevada por Michel Montaldo, el segundo por Maurice Lefèvre. EL UMP arbitrará este conflicto pidiendo la retirada a la segunda vuelta de la lista que obtendrá el tanteo más débil. Michel Montaldo desistirá pues en provecho del alcalde saliente, Maurice Lefèvre.
A la izquierda, dos listas competidoras serán también presentadas en la misma elección (al lado de otra lista diversa izquierdo y de una lista MoDem): Garges Ensemble con Francis Parny y Ensemble pour Garges con Hussein Mokhtari. Los desacuerdos profundos para la fusión de estas listas a la segunda vuelta conducirán al mantenimiento de cada una de ellas.
En estas condiciones, la lista de Maurice Lefèvre pues será reelegida bastante fácilmente.
A partir de 2005, las subvenciones del ANRU transforman radicalmente la cara de la ciudad. Es lo que explica que además de las asociaciones ciudadanas, nacen movimientos formados de contestación de colectivos de habitantes descontentos de las condiciones de indemnización de ciertas viviendas o de la organización de los trabajos. Así, durante el año 2010, algunos habitantes del Vieux-Pays forman a un colectivo para manifestar su oposición al paso de una vía en su barrio.

### La excepción de Garges-lès-Gonesse
A manera del humorista francés Dieudonné o a manera de la asociación EuroPalestine, podemos anotar que las ciudades de Garges-lès-Gonesse y Sarcelles atrajeron a menudo a los aventureros políticos hacia las elecciones locales. La mayoría de las veces, se trata de presentar una candidatura en una elección local para disponer de una mediatización nacional.
Este atractivo para Garges-lès-Gonesse y Sarcelles se explica por el peso (real o fantaseado) de las comunidades religiosas y\o étnicas.
Así, Christiane Taubira realiza a Garges su mejor tanteo en metrópoli para la elección presidencial de 2002 (el 8,69 % en Garges, el 8,48 % a Cercetas). Justo adivinando una movilización fuerte de las comunidades afrocaribeñas que Dieudonné elegirá la circunscripción correspondiente para las elecciones legislativas de junio de 2002 (el 2,18 % a la primera vuelta).
De la misma manera, la lista EuroPalestine en las elecciones europeas de 2004 realiza su mejor tanteo a Garges (10,75 %). Esta realización animará dos de sus principales miembros, Boualem Snaoui y Olivia Zemor, a presentarse a las elecciones legislativas de junio de 2007 cuando obtendrán un tanteo del 3 %.
Por otro lado, la presencia de Dominique Strauss-Kahn, el expresidente del FMI, como diputado de la circunscripción explica ciertamente el atractivo de las candidaturas numerosas (16 en 2007, 19 en 2002 y 16 en 1997).
Por fin, Garges se caracteriza también por "puntas electorales" en las votaciones nacionales. Así es como la candidatura de Ségolène Royal en la elección presidencial de 2007 recibe allí el mejor tanteo de Valle del Oise a ambas vueltas (el 40,81 % al primero luego 61,55 al segundo).
En las elecciones regionales de 2010, es en la vuelta del NPA de hacer una "punta electoral" a Garges realizando allí su mejor tanteo nacional (9,07 %).
La historia de La Muette es la de un proyecto abortado. Construida al principio de los años 70, La Muette inicialmente había sido concebida para abastecer de oficinas y viviendas a los futuros trabajadores de la zona de Roissy. Principalmente es la obra de la familia Delavenne, entonces el propietario de los terrenos. La familia Delavenne, quedando en el barrio de La Muette, en el XVI distrito de París, decidió bautizar del mismo nombre lo que habría debido hacerse una ciudad nueva. Por razones políticas, el proyecto jamás fue terminado.
La primera población de La Muette venía de barrios de chabolas del municipio de Argenteuil. En la época, fue más bien mezclada. Es sólo más tarde que los magrebíes se volverán mayoritarios. Desde 1973 y 1975, motines estallan en el barrio. Operaciones de policía en gran escala restablecen la orden, los promotores de disturbios y sus familias son expulsados. La lucha contra la criminalidad y el tráfico de heroína son llevadas a la baqueta. Varios jóvenes serán encarcelados. Pero hasta finales de los años 80, la ciudad quedará un polvorín.

## Administración municipal

### Instancias judiciales y administrativas
Garges-lès-Gonesse es el chef-lieu de dos cantones:
- El cantón de Garges-lès-Gonesse-Est es formado por una parte de Garges-lès-Gonesse y del municipio de Bonneuil-en-France (23 052 habitantes).

Es representado al consejo general de Valle del Oise por Hussein Mokhtari (PS).
- El cantón de Garges-lès-Gonesse-Ouest es formado por la otra parte de Garges-lès-Gonesse (17 780 habitantes). Es representado al consejo general de Valle de Oise por Michel Montaldo (UMP).

La Communauté d'agglomération Val de France, es constada por cuatro municipios: Sarcelles, Arnouville, Garges-Lès-Gonesse y Villiers-le-Bel. Esta última es la sede de la comunidad de aglomeración.
La ciudad forma parte de la jurisdicción de instancia de Gonesse, y de la gran instancia así como del comercio de Pontoise. El municipio acoge por otro lado una casa de la justicia y del derecho (37, calle del Tiers Pot) ·.
La ciudad es incluida en el distrito de Sarcelles desde que la subprefectura de Montmorency ha sido trasladada a eso.
Todo el territorio del municipio forma parte de la Octava circunscripción de Valle de Oise, representada en 2007 a la asamblea nacional por Dominique Strauss-Kahn. Su dimisión debido a su nombramiento a la Presidencia del FMI provocó legislativo parcial conseguida el 16 de diciembre de 2007 por François Pupponi (PS), alcalde actual de Sarcelles y representante de uno de ambos cantones de su ciudad al consejo general.

### Presupuesto y sistema de contribuciones
Con una tasa de contribución urbana del 16,45 % en 2006, la presión fiscal para los individuos en Garges está en la media del departamento. Esta tasa es pasada del 15,67 % al 16,45 % en 2005. Hay que añadir a eso el 0,40 % para la parte sindical, es decir el 16,85 % en resumen. La tasa departamental de Valle del Oise fue fijada sobre el 5,88 % del valor locativo en 2006. En calidad de comparación, esta tasa (parte sindical inclusa) era del 18,90 % a Gonesse, del 17,82 % con Sarcelles o del 16,62 % en Goussainville, municipios vecinas de Garges-lès-Gonesse ·.

### Emparejamiento
En la actualidad, la ciudad de Garges no es emparejada con otras ciudades.

## Demografía
En 2007, el municipio contaba  39 098 habitantes. La evolución del número de habitantes es conocida a través de los censos de la población efectuados en el municipio desde 1793. A partir del siglo XXI, los censos de los municipios de más de 10 000 habitantes se efectúan cada año en consecuencia de una encuesta por sondeo, contrariamente a otros municipios que tienen un censo real cada cinco años.
Es imprescindible especificar la fuente de los datos.
Para ello, usa el parámetro "fuente".
Para más información, consulta Plantilla:Evolución demográfica/doc.
La población es muy joven, ya que Garges-lès-Gonesse se coloca en la cuarta posición de las ciudades de más de 20 000 habitantes más jóvenes de Francia, con 35,1 % de la población de menos de 20 años.
Según Michèle Tribalat, el 66,5 % de los jóvenes de menos de 18 años eran de origen extranjero (por lo menos un pariente inmigrado) en 1999.

## Educación

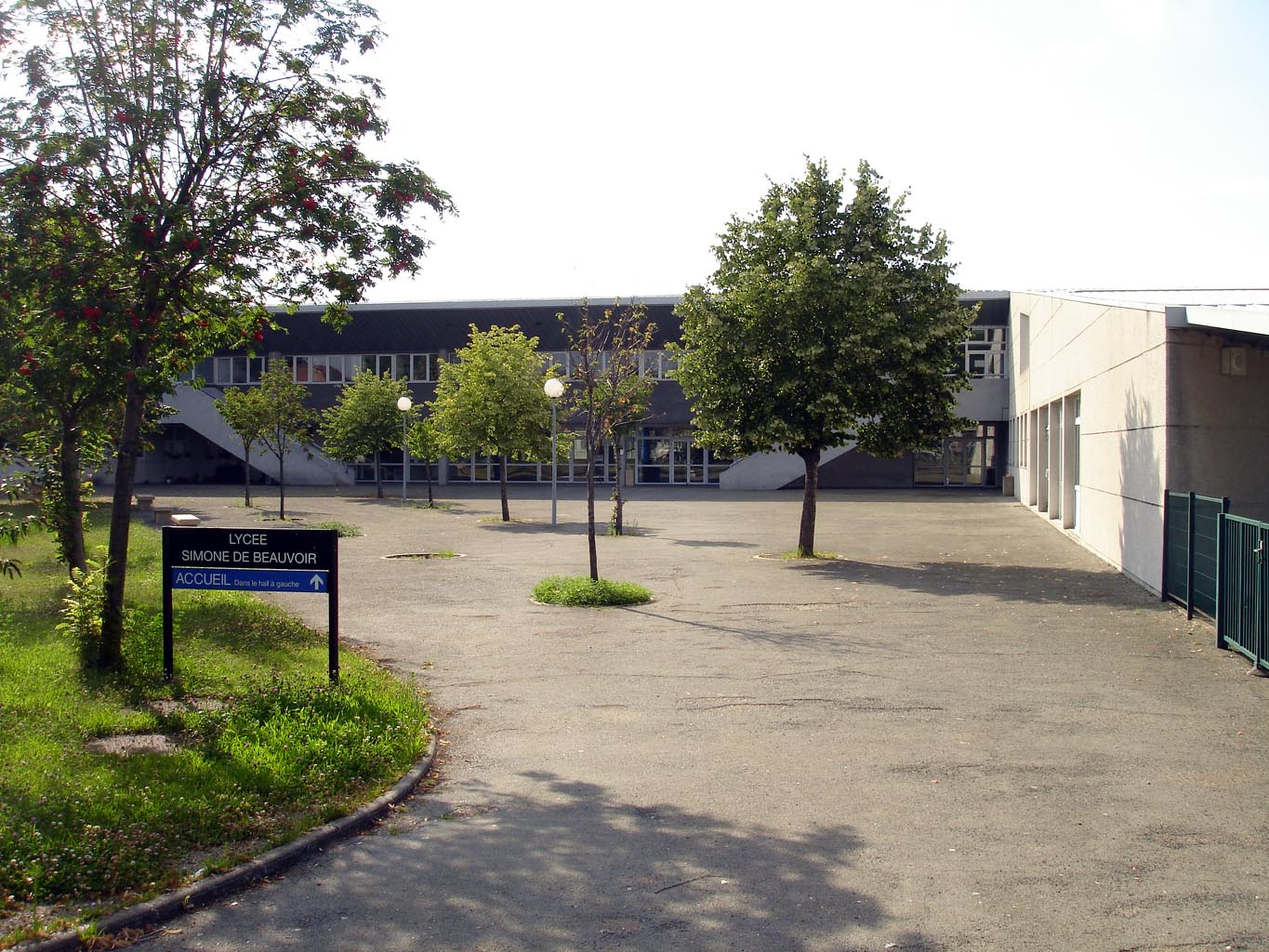
El instituto Simone de Beauvoir.

Cuarenta y un establecimientos escolares dispensan la enseñanza a Garges:
- Educación infantil: Hay 17 escuelas maternales (écoles maternelles) que dispensan la educación infantil en la ciudad.
- Educación primaria: Hay 16 escuelas primarias (écoles primaires) públicas y 1 escuela primaria privada.
- Educación secundaria obligatoria: Hay 4 colegios públicos y 1 colegio privado.
- Bachillerato: Hay 2 institutos (1 instituto de enseñanza general y tecnológica y 1 instituto de enseñanza profesional)

La ciudad depende de la Academia de Versalles (Académie de Versailles) y las escuelas primarias del municipio dependen de la Inspección académica de Valle del Oise.

## Sanidad
- Centro departamental de Detección y de Cuidado (CDDS), Avenida Anatole France
- Centro médico psycho pedagógico Jules Verne, calle Philibert Delorme
- Centro médico psycho pedagógico Arthur Rimbaud, bulevar de la Muette
- Centro médico psicológico para adulto, calle Toulouse-Lautrec

## Deportes
La ciudad posee las instalaciones deportivas siguientes:
- 3 complejos deportistas:
  - El complejos deportistas Allende Neruda, pasillo Jules Ferry, que tiene:
    - Un gimnasio
    - Una pista de patinaje
    - Una sala de judo
    - Una sala de musculación

  - El complejo deportistas Pierre de Coubertin, avenida Frédéric Juliot Curie, tiene:
    - Una pista de atletismo
    - 4 pistas de tenis
    - Un campo de fútbol

  - El complejo deportistas Jean Jaurès, calle René Blouet, tiene:
    - Un campo de fútbol
    - 2 pistas de tenis
    - Un gimnasio
    - Una sala de judo
    - Una sala de tenis de mesa
- 4 gimnasios:
  - El gimnasio de las Doucettes, calle del Tiers Pot
  - El gimnasio Henri Barbusse, calle des Marronniers
  - El gimnasio Victor Hugo, calle Auguste Renoir
  - El gimnasio Colette Besson, Avenida del 8 mai 1945
- La sala de boxeo Daniel Thiébaud, calle Van Gogh
- La piscina intercomunal Muriel Hermine, pasillo Jules Ferry

Entre las asociaciones deportivas, podemos citar:
- El club de fútbol F.C.M Garges
- El club de futsal Garges Djibson Futsal
- El club de hockey Garges Hockey Club
- Los clubs de baloncesto CM Garges-Lès-Gonesse y Assoc. Gargeoise Basket

## Culto
- Cristianismo:
  - La iglesia Sainte-Geneviève, calle del Colonel-Fabien
  - La iglesia Saint-Martin, calle de Verdun
- Islam:
  - La mezquita El-Irshad, calle Voltaire
  - La mezquita Hamza, calle Van Gogh
  - La mezquita La Muette, calle Paul Langevin
  - Una sala de oración, calle des Prieuses
  - Una sala de oración, calle Chauvard
  - L'Association Culturelle Islamique (La Asociación Cultural Islámica) El Hayat, calle Edouard Manet
- Judaísmo:
  - La sinagoga A.C.I.P, calle Jean-Baptiste Corot
- Hinduismo:
  - Un templo hindú, calle Danielle Casanova

## Economía

### Rentas de la población y sistema de contribuciones
- Renta neta declarada media por hogar fiscal en 2009, en euros: 14 350
- Hogares fiscales imponibles en el % del conjunto de los hogares fiscales en 2009: 35,2
- Mediana de la renta fiscal de los hogares por unidad de consumo en 2009, en euros: 10 231[35]

### Empleo y paro
- Empleo total (asalariado y no asalariado) en lugar de trabajo en 2009: 8 672
- Y se va su empleo asalariado en lugar de trabajo en 2009, en el %: 92,3
- Variación del empleo total en lugar de trabajo: tasa anual media entre 1999 y 2009, en el %: 1,1
- Tasa de actividad de los 15 en 64 años en 2009: 64,6
- Tasa de desempleo de los 15 en 64 años en 2009: 21,2
- Número de solicitantes de empleo de categoría ABC en el 31 de diciembre de 2011: 3 868
- Entre los que están solicitantes de empleo de categoría A en el 31 de diciembre de 2011: 2 921[35]

## Comercio
Garges posee:
- Numerosos comercios y artesanías
- Seis centros comerciales

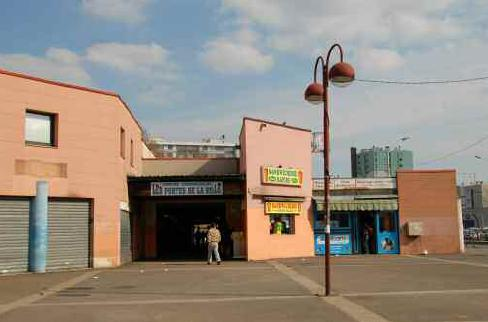
El centro comercial Portes De La Ville, en La Dame Blanche-Nord.

- Dos zonas de actividades comerciales: Z.A.C de la Muette et Z.A.C des Doucettes, l'Argentière, Fontaine-aux-Prêtres
- Dos mercados: el mercado Saint-Just, avenida del Général-de-Gaulle, y el mercado del Rond-Point, plaza Jean-François-Chalgrin.

## Lugares y monumentos

### Monumento histórico

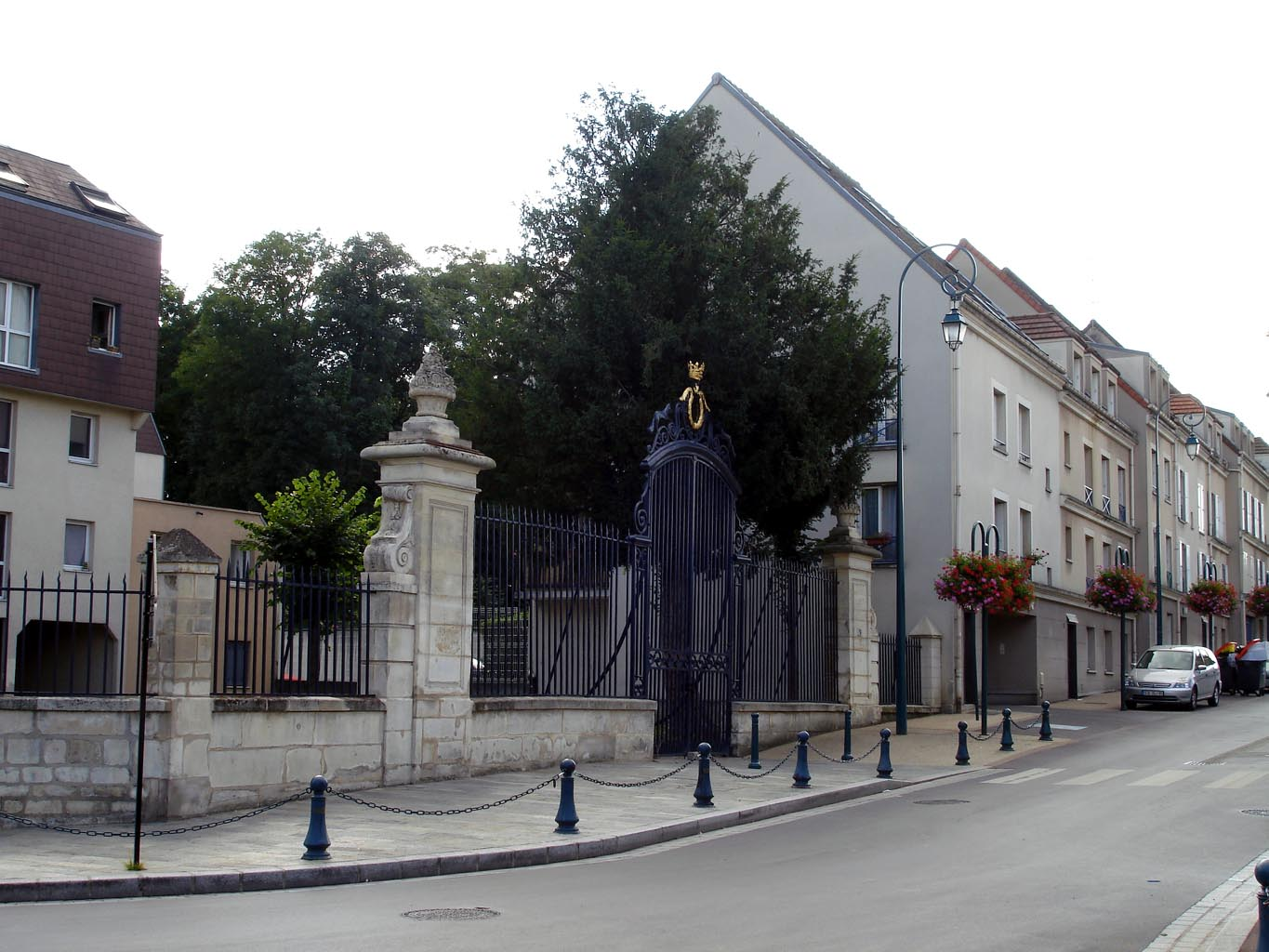
Reja del castillo.

Garges-lès-Gonesse cuenta en su territorio con un solo monumento histórico, que consta de dos elementos distintos:
- Reja del castillo, calle de Verdun (inscrito monumento histórico por orden del 11 de enero de 1944[36]): esta reja con sus pilares de piedra de talla fecha de 1775 y constituye un vestigio del pequeño castillo que Blondel de Gagny, protegido de Jean-Baptiste de Machault d'Arnouville, había adquirido por parte de Jean-Josephe Palerne. El reajuste del edificio fue confiado a Pierre Contant d'Ivry, también arquitecto del castillo de Arnouville. El pequeño castillo de Garges, dice "Château Blondel", ya no es mantenido por sus propietarios sucesivos durante el siglo XIX, y los bombardeos aliados de 1944 sobre el vecino aeródromo de Bourget lo dañan irremediablemente. Es demolido en 1952. La anulación de su inscripción a título de los monumentos históricos interviene sólo posteriormente por orden del 17 de diciembre de 1964. El parque es loteado y construido por edificios colectivos. Subsiste no obstante una fuente del antiguo parque del castillo, atribuida al mismo arquitecto[37] ·.[36]
- Pabellón del XVIII siglo, al liceo de Garges, avenida de Stalingrad: esta pequeña casa a un piso y con una buhardilla data de 1755  y es probablemente también la obra de Pierre Contant d'Ivry. El pabellón probablemente sirvió de pabellón de música. La ventana italiana al piso anuncia el estilo neoclásico[37]·.[36]

### Otros elementos del patrimonio

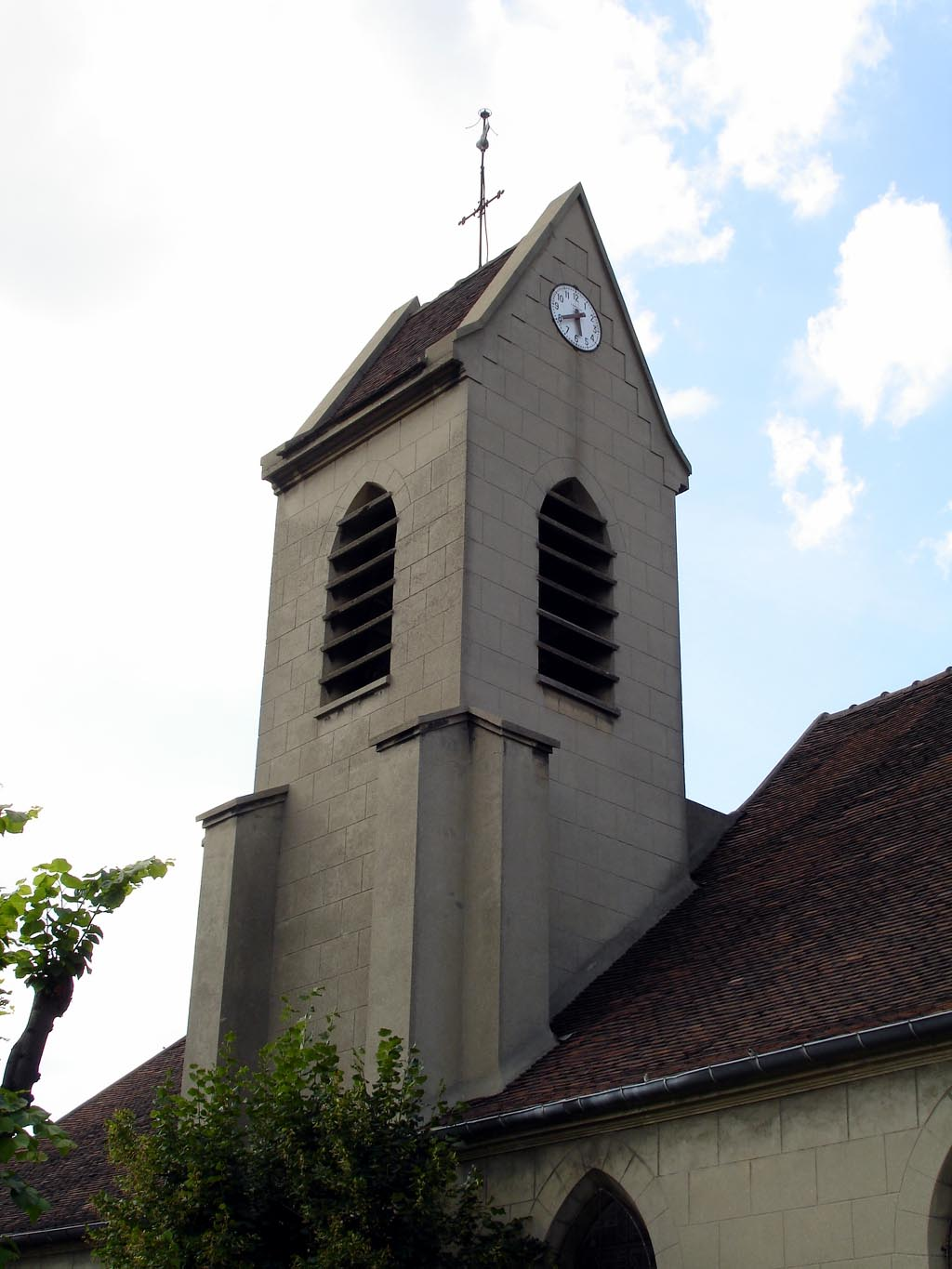
El campanario de la iglesia Saint-Martin.

- Iglesia Saint-Martin, calle Marcel-Bourgogne: es un edificio sin carácter que sube al XIII siglo para sus elementos más antiguos, pero profundamente revisada en el XVIII siglo, tanto según el plan de la estructura como sobre el de la ornamentación. En efecto, prácticamente ningún rastro de la Edad Media es visible más. De plan rectangular, la iglesia consta de una nave de tres tramos con naves laterales de una iglesia en el norte y en el sur, así como de un coro a la cabecera llana de dos tramos, acompañada por dos colateral.  El campanario se eleva por encima del tercer tramo de la nave lateral de una iglesia norte. A pesar de las reestructuraciones del siglo XVIII que aportan en el interior una tecla de estilo clásico, las bahías y los soportales que hacen comunicar nave y naves laterales de una iglesia quedan ojivales. La nave dispone de un techo de madera; las naves laterales de una iglesia son abovedadas por espinas. El retablo del siglo XVIII, de madera esculpido, presenta el estilo Rococó y es clasificado a título de los objetos. El cuadro ha sido robado en cambio el 5 de agosto de 1983[38] ·.[37] La iglesia totalmente ha sido renovada en 2008 y 2009. Las criptas de la iglesia, que datan bien antes de 1100, ocultan túneles y viejos sarcófagos, algunos de sus huesos han sido trasladados a la Ciudad del Vaticano, las criptas son numerosas en la calle, ciertos magos de la antigua religión habría encontrado allí refugio.
- Fort de Stains: Datando de 1875 y hoy cambiado de destino, era uno de los fuertes del sistema Séré de Rivières para la defensa de París. Será el último fuerte construido por el general Séré de Rivières, conocido como el constructor de más de quinientas plazas fuertes y obras defensivas diversas. Hecho propiedad municipal, el fuerte así como sus accesos fueron el objeto de un proyecto de organización en parque paisajístico y de ocio hacia 1972. Los fosos entonces fueron colmados, ocultando al mismo tiempo el escarpe, la contraescarpa, y las tres cañoneras. La torrecilla acorazada construida por la sociedad Schneider, protegiendo dos cañones de 155 de un alcance máximo de 7,5 km, todavía existe pero su acceso es definitivamente condenado. Invadido por la naturaleza, el fuerte es en nuestros días un lugar de callejeo y de juegos.
- Monumento a los muertos: Datando de 1924, esta escultura rinde homenaje a los muertos de la Primera Guerra Mundial. Se sitúa en el centro del cementerio.

## Cultura

### Instalaciones culturales
La ciudad posee varias infraestructuras culturales:
- El espacio Lino Ventura, Avenida del General de Gaulle, acoge piezas de teatro, variedades, la música, el baile, el humor pero también exposiciones artísticas, ciclos pedagógicos, encuentros y debates.
- El cine municipal Jacques Brel, plaza del Hôtel de Ville
- La biblioteca intercomunal Elsa Triolet, calle Jean-François Chalgrin, contiene cerca de 65 000 documentos (libros, revistas, documentos sonoros).
- La escuela municipal de artes plásticas (Ecole Municipale d'Arts Plastiques) (EMAP), calle Philibert Delorme, propone el descubrimiento y el ahondamiento de las Artes plásticas: dibujo, pintura, volumen, grabado, historia del arte y de las civilizaciones, foto, vídeo, el mosaico. También hay unas exposiciones de artistas contemporáneos, períodos de prácticas específicos y animaciones durante vacaciones escolares.
- El conservatorio municipal aceptado por música y por baile (conservatoire municipal agréé de musique et de danse), calle Philibert Delorme, propone el aprendizaje de instrumentos, la práctica colectiva, la cultura musical y la participación a la vida musical del establecimiento.

### Garges en el cine
- La película francesa Raï ha sido filmado en el barrio de La Muette y de la Dame Blanche-Nord.[39]

### Heráldica
| Blasón de Garges-lès-Gonesse | He aquí armas de Garges-lès-Gonesse:: D'azur au lion d'or, au chef d'argent chargé de trois têtes de corbeau de sable arrachées de gueules. (De azul al león de oro, al jefe de plata encargado de tres cabezas de cuervo de arena arrancadas de bocas.) |

## Personalidades vinculadas al municipio
- Jean-Baptiste de Machault d'Arnouville (1701-1794), inspector general de las finanzas de Luis XV y último señor de Garges.
- Maxime Dethomas, Dibujante, pintor y decorador francés, nacido en Garges el 13 de octubre de 1867.
- Jean-Luc Einaudi, historiador cuyas investigaciones sobre la Masacre de París (1961) del 17 de octubre de 1961 permitieron establecer la responsabilidad de Maurice Papon.
- Francis Parny, (1947-) vicepresidente comunista de la región Isla de Francia.
- Dee Dee Bridgewater, (1950-) cantante americana de jazz, vivió a Garges en los años 1980 y 1990.
- Bernard Hautecloque, (1963-) historiador y escritor, enseñó en Garges de 1992 a 1994, en el instituto Simone de Beauvoir.
- Les Neg' Marrons, grupo de rap que hizo sus primeros pasos en los barrios de la ciudad.
- Samira Bellil (1972-2004), educadora y militante vivió su infancia y su adolescencia a Garges.
- Jérôme Ebella dice "Kenzy" gerente y fundador del grupo de rap Ministère A.M.E.R.; director ejecutivo de la etiqueta de rap Secteur Ä.[40]
- Isabelle Severino, (1980-) gimnasta, pasó su infancia y una parte de su adolescencia a Garges.
- Micky El Mazroui, cctor francés de origen marroquí, jugó particularmente en Raï y Ze Film.
- Marc Macedot, Atleta.
- Wissam Ben Yedder, Futbolista profesional.